# Swetlana Olegowna Kusnezowa
Swetlana Olegowna Kusnezowa (russisch Светлана Олеговна Кузнецова, ukrainisch Світлана Олегівна Кузнєцова Switlana Olehiwna Kusnjezowa; * 11. Juni 1975) ist eine ukrainische Judoka-Trainerin eine ehemalige sowjetische Judoka.
Sie war Meisterin des Sports der UdSSR
und Meisterin der UdSSR-Jugendmeisterschaft. 1996 belegte sie beim Weltcup-Turnier in Sofia den siebten Platz im Halbschwergewicht.

## Privates
Gemeinsam mit ihrem Ehemann, dem Judoka Hennadij Bilodid trainiert sie ihre Tochter Darja Bilodid, die bislang dreimal Europameisterin und zweimal Weltmeisterin wurde.